# Kalu Rinpoche
| Tibetische Bezeichnung                              |
| --------------------------------------------------- |
| Wylie-Transliteration: kar lu rin po che            |
| Andere Schreibweisen: Kalu Rinpoche, Galu Ningboche |
| Chinesische Bezeichnung                             |
| Traditionell: 卡盧仁波切                            |
| Vereinfacht: 卡卢仁波切                             |
| Pinyin:Kalu renboqie                                |

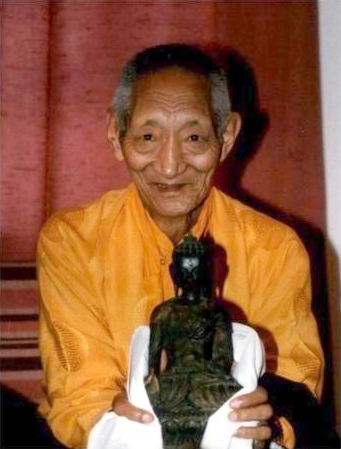
2. Kalu Rinpoche, Montpellier 1987

Kalu Rinpoche (tib. kar lu rin po che) ist der Titel eines Linienhalters der Shangpa-Kagyü-Tradition des tibetischen Buddhismus. Es gibt unterschiedliche Zählungen.
Der jetzige 2. Kalu Rinpoche wurde (wie von ihm selbst veröffentlicht) am 17. September 1990 geboren. Vom 12. Tai Situ Rinpoche wurde er am 25. März 1992 offiziell als Reinkarnation des berühmten 1. (2.) Kalu Rinpoche bestimmt, die auch vom 14. Dalai Lama anerkannt wurde. 

## Übersicht
- 2. (1.) Karma Rangjung Künkhyab Thrinle (ka.rma rang byung kun khyab) (1905–1989)
- 3. (2.) Kalu Rinpoche Yangsi (* 1990, seit 1992)

### Videos
- youtube.com: 第二世卡盧仁波切談話 Welcome speech by Kalu Rinpoche – Englisch (Kalu Rinpoche Yangsi)